# Евангелическо-лютеранская церковь Королевства Нидерландов
Евангелическо-лютеранская церковь в Королевстве Нидерландов (ELK) — церковное лютеранское объединение в Нидерландах существовавшее с 1818 по 2004 год.

## История возникновения

### Первые муниципалитеты
В Нидерландах первые лютеранские общины появились в XVI веке. Так, например, лютеранская община Амстердама считает своей датой основания 1588 год.
Самый древний сохранившийся лютеранский реестр крещений обнаружили в Мидделбурге в 1586 году. Это произошло после массового наплыва беженцев из Антверпена, который испанцы осаждали в 1584-1585 годах. Антверпен был одним из первых центров Реформации. Именно оттуда происходили первые мученики, сожженные на костре в 1523 году. В августе 1585 года 40 тысяч человек, или половина жителей города, покинули его из-за отказа принять католичество. Среди них были лютеране, оставшиеся в Антверпене после умиротворения Гента в 1576 году. Они расселились в различных частях Соединенных провинций: Мидделбурге, Роттердаме, Лейдене, Харлеме и Амстердаме. В этих городах лютеранские общины пополнились за счет торговцев немецкого и скандинавского происхождения. Однако лютеранская церковь оставалась небольшой.
Исключением являются голландцы и штихце-лютеране из региона Вурден и Бодегравен.

### Иммиграция
Лютеранская община Зеландии усилилась благодаря иммиграции нескольких сотен лютеран из Австрии. Это произошло после того, как архиепископ Зальцбурга 31 октября 1731 года издал указ, согласно которому религиозные инакомыслящие должны были покинуть его архиепархию. Некоторые из них получили приглашение поселиться на Вальхерене на строгих условиях. Во Флиссинген прибыли всего 59 человек.
Врие ван Слуис, теперь известный как Зеувс-Флаандерен, также проявил интерес к ряду эмигрантов из Дюрнберга. После долгого и трудного путешествия суровой зимой 1731—1732 годов около 400 дюррнбергцев добрались до Брескенса. Затем их распределили по деревням Гроэде, Шондейке и Ньювлит. Во время пути 144 эмигранта погибли.
Вскоре из-за болезней и возвращений в Австрию численность общины сократилась до менее чем 200 человек. Однако она сохранилась, особенно в Гроэде, где обосновалось большинство «зальцбургцев». В 1742 году там построили лютеранскую церковь.
Эта группа австрийских иммигрантов передала следующим поколениям типичные фамилии, такие как Ауэр, Эггель, Эрлих, Эккебус, Фаггингер, Кеймель, Лерхнер, Нойгебауэр, Шайбелер и Вемельсфельдер. В 1989 году лютеранские общины в Гроэде, Флиссингене и Мидделбурге объединились, создав евангелическо-лютеранскую общину Гроэде-Мидделбург-Флиссинген.
В 2013 году этот муниципалитет объединился с Зирикзе, образовав новую евангелическо-лютеранскую общину. Религиозные службы продолжались, но уже реже — один раз в год в Мидделбурге и, до 2019 года, в Гроэде.
Во второй половине XVIII века число лютеран в Нидерландах увеличилось, когда в Нидерландах были расквартированы солдаты из Германии, но затем оно снова сократилось, поскольку многие лютеране присоединились к реформатской церкви.

### Вурден
Муниципалитет Вурден — особенное место с богатой историей. Всё началось с Яна де Баккера, первого протестантского мученика на севере Нидерландов. Его деятельность привела к распространению лютеранского учения в регионе. После смерти Яна де Баккера в Вурдене постепенно сформировалась протестантская община, следовавшая Аугсбургскому исповеданию. Её официально основали в 1564 году. Часть городского совета Вурдена поддерживала лютеранскую доктрину. Церковь Святого Петра находилась в руках лютеран до 1593 года. Бодегравен тоже был лютеранским оплотом. Большая церковь Святого Галла оставалась лютеранской до того же года. Однако лютеранская община в Бодегравене всегда оставалась небольшой.

### Создание национальной церкви в 1818 году
В 1818 году по инициативе короля Виллема I голландские лютеране объединились в национальную церковь. Так появилась Евангелическо-лютеранская церковь Королевства Нидерландов (ELK).

## Раскол
В 1791 году из лютеранской общины Амстердама выделилась ортодоксальная группа. Она создала Возрожденную евангелическо-лютеранскую церковь. В 1952 году эту группу приняли в ELK.
В 1987 году в Нидерландах возникла Старая Евангелическо-лютеранская церковь. Инициатором создания общины стал лютеранский почетный священник из Антверпена Х. Зейлстр. Причиной появления новой церкви стало недовольство прихожан умеренно-либеральной политикой Евангелическо-лютеранской церкви Нидерландов. Большинство возражений касалось того, что церковь допускает гомосексуалистов, а также поддерживает антиэвтаназийное и антиабортное движения. По мнению верующих, Библия — это слово Божье, а не собрание легенд. Против процесса Samen-op-Weg выступали также Голландская реформатская церковь и другие реформатские церкви. Богослужения проходили в зале реформатской церкви Матфея в Утрехте. После продажи этого здания в 1995 году церковь переехала в Амстердам. Там она сначала собиралась на верхнем этаже христианского книжного магазина, а затем в школьном актовом зале. Преподобный Х. Зийлстра сначала выполнял пастырские обязанности в Утрехте, а затем, с 1996 по 1999 годы, его сменил бывший римско-католический дьякон-пастор К. Бос. В Утрехте церковь насчитывала около 20 членов, а на богослужениях собиралось примерно столько же людей. В Амстердаме община была меньше — на службы приходило от 10 до 15 человек. 1 марта 2000 года церковь была распущена.
Старая лютеранская община была связана с Американской лютеранской церковью, но не желала вступать во Всемирную лютеранскую федерацию. Также она отвергла Лейенбергское соглашение.

## Объединение церквей в 2004 году
1 мая 2004 года Евангелическо-лютеранская церковь вошла в состав Протестантской церкви Нидерландов. На момент слияния в ней было около 14 000 верующих. В 2001 году их было 14 253. Герман Лекер (1945—2007), второй секретарь правления Лютеранского синода из Утрехта, изучал положение церкви. Он подсчитал, что в мае 2004 года в ней оставалось 6622 активных христианина и 6741 крещеный, всего 13 363 человека. Слияние Евангелическо-лютеранской церкви с PKN привело к принятию Лейенбергского соглашения и Барменских тезисов в качестве конфессиональных документов. Это вызвало разногласия среди 55 000 членов Реформатской церкви, которые отказались участвовать в объединении. В результате была создана Восстановленная Реформатская церковь.